# پیاسکی (استان اوپوله)
پیاسکی (به لهستانی: Piaski) یک منطقهٔ مسکونی در لهستان است که در گمینا لوین بژسکی واقع شده‌است.